# Storängshallen

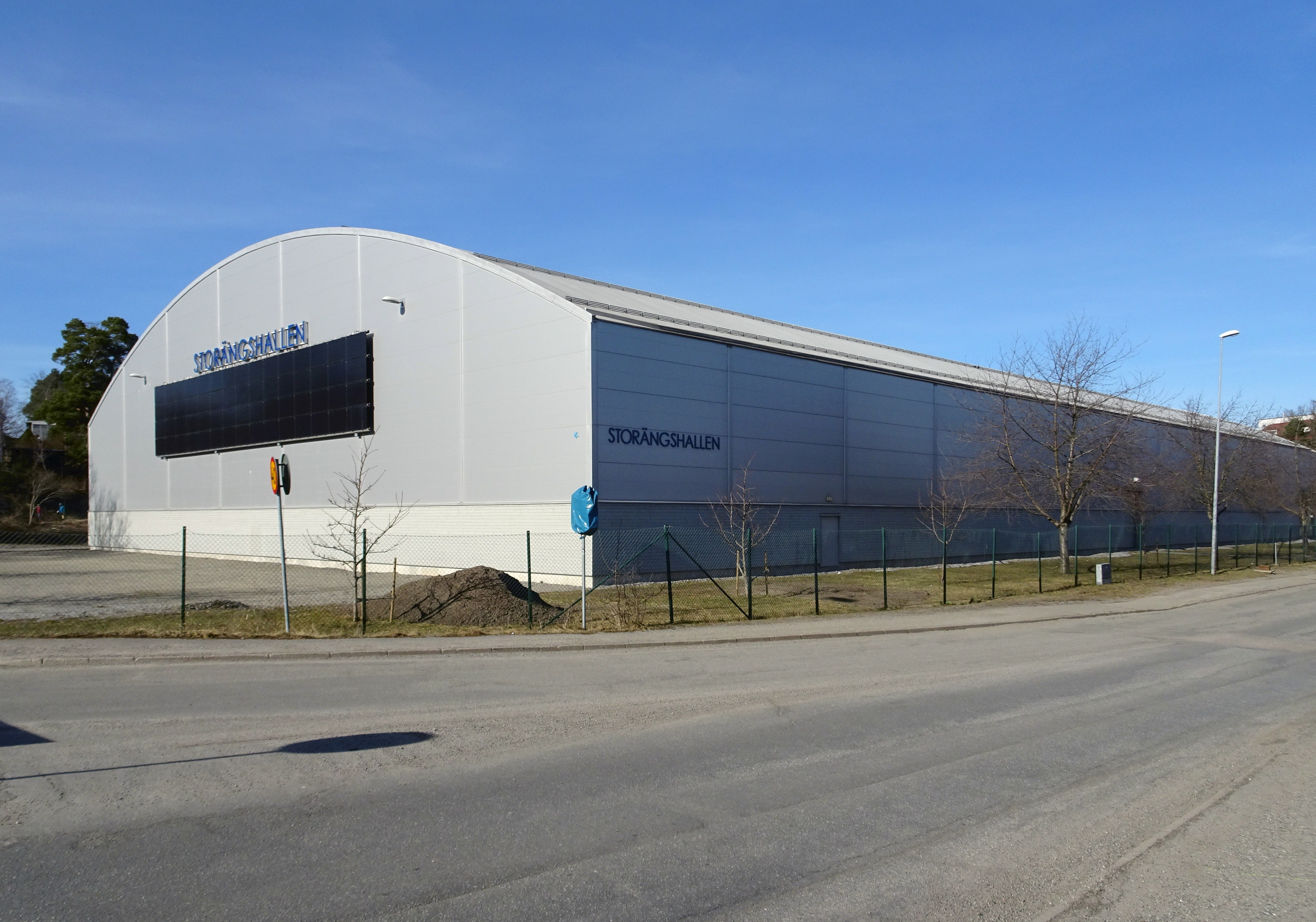
Storängshallen, från Förrådsvägen 2021.

Storängshallen är en multi-idrottshall belägen i Storängens industriområde vid hörnet Dalhemsvägen / Förrådsvägen i kommundelen Sjödalen-Fullersta i Huddinge kommun. Inriktningen är främst friidrott och gymnastik. Hallen invigdes 2007.

## Beskrivning
På platsen fanns på 1960-talet Storängens idrottsplats som i början av 1970-talet klimatskyddades genom en uppblåsbar plasthall. År 2007 började nuvarande idrottshall att uppföras, byggherre var kommunägda Huge Fastigheter (nuvarande Huddinge Samhällsfastigheter). Hallen är 51,5 meter bred och 94,5 meter lång. Ytterväggarna består av silverfärgade fasadelement i plåt. Taket utfördes välvt och spänner pelarfritt över anläggningen. Invändig takhöjd är 14 meter. 
Längs norra långsidan ligger entré, sex omklädnadsrum och en motionssal med spegelvägg. Inomhusytan är 5 450 m². Läktaren har 320 sittplatser. Kaféverksamhet finns vid tävlingar och arrangemang. Anläggningen förfogar över en 200 meters rundbana och en 60 meters rakbana samt längdhoppsgrop, höjdhoppsmatta, kulring, kastbur och spjutduk.